# Pachydema caesariata
Pachydema caesariata är en skalbaggsart som beskrevs av Joseph Henri Adelson Normand 1925.
Pachydema caesariata ingår i släktet Pachydema och familjen Melolonthidae. Inga underarter finns listade i Catalogue of Life.